# Direção relativa
 Direção relativa é a direção aparente do movimento de um objeto em relação a outro.

## Náutica
Para a navegação é utilizado o termo bombordo para o lado esquerdo da embarcação e estibordo para o lado direito.

## Cartografia
Na cartografia, o lado esquerdo dos mapas representa o ocidente ou o oeste e o lado direito o oriente ou leste.

## Teatro
Bastante importante tem o uso espacial do palco, nas apresentações teatrais. Todos os atores, bem como cenógrafos e marcações do deslocamento obedecem a prévia determinação. Na técnica teatral há duas esquerdas:
- Esquerda alta: a parte posterior e esquerda, no palco.
- Esquerda baixa: o lado frontal (que margeia o proscênio) e esquerdo.

O mesmo se aplica ao lado direito, porém do lado oposto ao esquerdo.

## Medicina
Os corpos dos animais geralmente são simétricos externamente (não perfeitamente), incluindo o ser humano, a partir de uma linha imaginária no meio de cima a baixo. É por esse motivo que alguns membros de um lado são duplicados do outro lado: pé direito, pé esquerdo, braço direito, braço esquerdo etc.
Há um distúrbio que impede o perfeito reconhecimento espacial do indivíduo, fazendo-o confundir a esquerda e a direita: a ambilevidade. Pessoas assim geralmente confundem sua mão esquerda com a direita, por exemplo.
- Para determinar o lado do paciente, a terminologia médica utiliza-se do termo "flanco", que pode ser o direito e esquerdo, considerando-se a ótica do indivíduo objeto da análise, e não do observador.

### Psiquiatria
A levofobia consiste no pavor excessivo e incontrolável que o seu portador sente por tudo quanto esteja situado em seu lado esquerdo, e a dextrofobia de forma análoga o lado direito.

## Heráldica
A identificação do lado esquerdo nos brasões é vital para a descrição e desenho dos elementos heráldicos, como por exemplo das bandas - o listão que, partindo da esquerda para a direita, divide diagonalmente o brasão de alto abaixo - no sentido inverso a faixa é chamada de barra (da direita para a esquerda).
Há, nas bandas estreitas, chamadas de coticas, a inversão do posicionamento, em que a faixa lançada da esquerda para a direita diz-se "contracoticado".

## Leitura, tipografia e impressão gráfica
Para a tipografia, bem como na digitação e formatação de textos e objetos gráficos, a correta determinação espacial serve-se largamente do posicionamento determinado para diferenciar esquerda da direita. É assim para se espacejar (linhas, parágrafos, imagens), a partir das margens esquerda e direita - ou justificar, termo bastante empregado em digitação para os posicionamentos esquerdo, direito ou central, mas que significa o texto alinhado tanto à direita como à esquerda.